# Fulgurodes mayor
Fulgurodes mayor là một loài bướm đêm trong họ Geometridae.